# Welsh Not

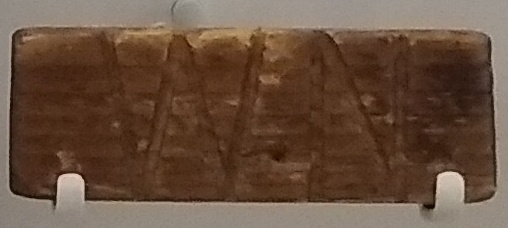
LlangrannogのPontgarreg Schoolで使用されていたWNの木の板

Welsh Not（ウェルシュ・ノット、Welsh Note）は、19世紀にいくつかの学校でウェールズ語を話した子供の首に掛けられていた、WNと刻まれた木の板、もしくは石の板。ウェールズ語を話しているのを聞かれた子供にはこのnotが与えられ、その子は別のウェールズ語を話しているのを聞かれた子供にそれを渡していた。その日が終わるまでにnotを掛けられた人は体罰を受けた。当時、一部では英語が教授言語としてふさわしい唯一の言語であると考えられており、notは生徒たちがウェールズ語を話さないようにすることを目的としていた。

## 歴史
notの使用は18世紀には記録されている。一般には'cwstom'つまりWelsh stickやWelsh leadとして知られる。この慣例は1847年、Reports of the commissioners of enquiry into the state of education in Walesにおいて言及されている。ウェールズの文化の多くの面を大いに批判しているが、そのnotを用いる慣例の存在を恣意的で残酷だと述べている調査官もいた。レポートではこの慣例を支持していなかった。レポートではまた、ウェールズにおける多くの教育がまだウェールズ語で行われていたことを明らかに示している。19世紀の終わりの何十年間は教育は義務的だったが、Welsh notが使われているのは少しの学校にすぎなかった。教育委員会がLocal Government Act 1888（地方議会法1888）に従って州議会に吸収された後、小学校におけるウェールズ語での教育はウェールズ語が話されている地域では標準となった。教育がほとんど例外なく英語だった中学校でnotが使われたという形跡はない。

## 他国での似た政策
- en:Vergonha - フランス（en:Languages of France（フランスの言語）参照）
- 方言札 、皇民化政策、理蕃政策- 日本
- 人種のるつぼ - 19世紀終盤から20世紀初めにかけてのアメリカ人/移民2世の文化的融合と言語侵食政策。